# Ceraclea senilis
Ceraclea senilis är en nattsländeart som först beskrevs av Hermann Burmeister 1839.  Ceraclea senilis ingår i släktet Ceraclea och familjen långhornssländor. Arten är reproducerande i Sverige. Inga underarter finns listade i Catalogue of Life.